# Zhepë
Zhepë è una frazione del comune di Skrapar in Albania (prefettura di Berat).
Fino alla riforma amministrativa del 2015 era comune autonomo, dopo la riforma è stato accorpato, insieme agli ex-comuni di Çepan, Çorovodë, Gjerbës, Leshnjë, Potom, Qendër Skrapar, Vendreshë e Bogovë a costituire la municipalità di Skrapar.

## Località
Il comune è formato dall'insieme delle seguenti località:
- Greva
- Posteni
- Kovaçanji
- Gurazeza
- Çorrotati
- Cerica
- Zhepa
- Leskova
- Trebeli
- Duncka
- Rromasi
- Terrova
- Dobrenji
- Buranji
- Luadhi
- Shpatanji